# William Melvin Carey
Pour les articles homonymes, voir Carey.
William Melvin Carey, né le 4 juillet 1887 à Barnet et mort en mer au large d'Ouessant le 2 mai 1933, est un officier de marine et explorateur britannique. 

## Biographie
Fils de Herbert Septimus Carey et de Frances Helen Clark, deux mois après la mort de son père, il entre le 15 mai 1903 dans la Royal Navy et sert sur le Britannia. Lieutenant (1er avril 1909), il est promu lieutenant-commandant le 1er avril 1917.
Le 30 décembre 1923, il devient commandant du Harebell, le navire de protection des pêcheries Colne, poste qu'il conserve jusqu'au 1er décembre 1925. Le 15 décembre, il est prêté à la Royal Australian Navy pour deux ans. Il y commande alors le HMAS Marguerite.
Il prend sa retraite de la Royal Navy le 27 septembre 1927.
En 1932, il effectue comme capitaine du Discovery II, avec David Dilwyn John, la première circumnavigation de l'Antarctique. Atteint d'une dépression nerveuse dès le 12 avril 1933, il se suicide en se jetant à la mer au large d'Ouessant le 2 mai 1933.